# Michael H. Hart
Michael H. Hart (n. 28 aprilie 1932, New York City, New York, SUA) este un astrofizician americano-evreu și autor, cel mai notabil al The 100: A Ranking of the Most Influential Persons in History - Cele mai influente 100 de persoane din Istorie. El s-a descris ca un separatist alb și este activ în cauza supremației albe.

## Astrofizică
Hart a publicat în 1975 o examinare detaliată a paradoxului lui Fermi care este contrastul dintre probabilitatea ridicată a existenței vieții extraterestre undeva în univers și absența totală a oricăror dovezi în acest sens. Această lucrare a lui Hart a devenit de atunci un punct de referință teoretic pentru o mare parte din cercetarea în ceea ce este acum cunoscut uneori drept paradoxul lui Fermi-Hart. În ceea ce privește contribuțiile sale la studiul paradoxului, Geoffrey A. Landis a scris că: "Un nume mai potrivit al paradoxului ar fi paradoxul lui Fermi-Hart, deoarece în timp ce Fermi este considerat ca cel care a pus prima întrebare, Hart a fost primul care a realizat o analiză riguroasă, arătând că problema nu este banală și, de asemenea, a fost primul care a publicat rezultatele sale". Robert H. Gray susține că termenul de paradoxul lui Fermi este un nume greșit; el susține că nu este opera lui Fermi și nici nu este un paradox real (mai degrabă este un argument). El îl consideră pe Hart ca fiind autorul real al acestui argument, în lucrarea sa din 1975. Prin urmare, Gray propune ca, în loc de paradoxul lui Fermi  acesta ar trebui să fie cunoscut ca argumentul lui Hart-Tipler; recunoscând astfel prioritatea lui Hart ca inițiator al argumentului, dar și recunoașterea substanțială a lui Frank J. Tipler la extinderea argumentelor lui Hart în lucrarea sa din 1980 Extraterrestrial intelligent beings do not exist - Ființele inteligente extraterestre nu există.
Hart este un avocat al ipotezei Pământului rar; el a propus o zonă locuibilă foarte îngustă bazată pe studii climatice. El a susținut această ipoteză în cartea influentă pe care a co-editat-o, "Extraterrestrials: Where are They - Extratereștrii: Unde sunt ei", în special în capitolul la care a contribuit "Atmospheric Evolution, the Drake Equation and DNA: Sparse Life in an Infinite Universe - Evoluția atmosferei, ecuația lui Drake și ADN-ul: Raritatea vieții în Universul infinit".:215–225

## Istorie
Prima carte a lui Hart a fost The 100: A Ranking of the Most Influential Persons in History (1978), care a  fost vândută în peste 500.000 de copii și a fost tradusă în 15 limbi.  Prima persoană de pe lista lui Hart a fost Mahomed, ales înaintea lui Isus sau a lui Moise, deoarece Hart a considerat că acesta a avut "un succes deosebit" în ambele domenii, atât religios cât și secular. El consideră rolul lui Mahomed în dezvoltarea islamului, mult mai influent decât contribuția lui Isus la dezvoltarea creștinismului. Hart susține că Sf. Pavel era mai important decât Isus pentru dezvoltarea creștinismului. După Mahomed, lista continuă cu Isaac Newton, Isus, Buddha, Confucius, Sf. Pavel, Cai Lun, Johannes Gutenberg, Cristofor Columb și, pe locul 10, Albert Einstein.
Cea de-a patra sa carte, Understanding Human History - Înțelegerea istoriei umane, a fost numită "rasistă" de către Southern Poverty Law Center.

## Conferințe rasiale
În 1996, Hart a luat cuvântul la o conferință organizată de organizația separatistă albă a lui Jared Taylor, New Century Foundation, editor al American Renaissance - Renașterii americane . El a propus partiționarea Statelor Unite în patru state: un stat al albilor, un stat negru, un stat hispanic și un stat în care să fie integrată rasă mixtă.
La conferința Renașterii americane din 2006, Hart, care este evreu, a avut o confruntare publică cu David Duke, fostul mare vrăjitor al Ku Klux Klan și fostul reprezentant al statului Louisiana, în legătură cu remarcile antisemite ale lui Duke. Relatări ale conferinței detaliază că Hart s-a ridicat, l-a numit pe Duke un nazist (cu expletiv) și a ieșit din clădire.
Hart a organizat o conferință la Baltimore în 2009 cu titlul Preserving Western Civilization - Păstrarea civilizației occidentale. A fost etichetată ca o abordare a necesității de a apăra "moștenirea iudeo-creștină a Americii și identitatea europeană". Vorbitori invitați au fost: Lawrence Auster, Peter Brimelow, Steven Farron, Julia Gorin, Lino A. Graglia, Henry C. Harpending, Roger D. McGrath, Pat Richardson, J. Philippe Rushton, Srdja Trifković și Brenda Walker. 